# Tobias Fröschle
Tobias Fröschle (* 1960 in Esslingen am Neckar) ist ein deutscher Jurist und Universitätsprofessor. 

## Leben
Fröschle studierte Rechtswissenschaften an der Universität Tübingen, absolvierte beide Staatsprüfungen  und promovierte 1996 mit der Dissertation Die Entwicklung der gesetzlichen Rechte des überlebenden Ehegatten in Frankreich und England im Laufe des 20. Jahrhunderts. Er war als Staatsanwalt und Vormundschaftsrichter in Baden-Württemberg tätig. Im Jahr 1999 wurde er Professor für Familienrecht an der Universität Siegen.
Er ist Autor von Büchern und Zeitschriftenbeiträgen zu Fragen des Familien- und  Betreuungsrechts und Mitherausgeber der Mailingliste Betreuungsrecht (Ruhr-Universität Bochum).

## Schriften (Auswahl)
- Die Entwicklung der gesetzlichen Rechte des überlebenden Ehegatten in Frankreich und England im Laufe des 20. Jahrhunderts. Mohr, Tübingen 1996, ISBN 3-16-146521-0.
- mit Torsten Schöne: Unbestellte Waren und Dienstleistungen. RWS, Köln 2001, ISBN 3-8145-8095-8.
- Studienbuch Betreuungsrecht. Rechtliche Grundlagen. Fälle mit Lösungen. Bundesanzeiger, Köln 2006; 5. Auflage 2022, ISBN 978-3-8462-1327-8.
- (Hrsg.) Praxiskommentar Betreuungs- und Unterbringungsverfahren. Bundesanzeiger, Köln 2007; 3. Auflage 2014, ISBN 978-3-8462-0259-3.
- Studienbuch Vormundschafts- und Pflegschaftsrecht. Kurzlehrbuch. Fälle mit Lösungen. Bundesanzeiger, Köln 2012, ISBN 978-3-8462-0093-3.
- Familienrecht. Kompass Recht. Kohlhammer, Stuttgart 2012; 4. Auflage 2020, ISBN 978-3-17-038086-8.
- Sorge und Umgang. Elternverantwortung in der Rechtspraxis. Gieseking, Bielefeld 2013 (2. Aufl. 2018, ISBN 978-3-7694-1197-3).
- Mitautor des Prütting/Helms, FamFG-Kommentar (Verfahren in Betreuungssachen); Otto Schmidt; 5. Auflage 2020, ISBN 978-3-504-47953-4
- Das neue Vormundschafts- und Betreuungsrecht. Einführung. Beck, München 2022, ISBN 978-3-406-78891-8.

- Mitautor des Münchener Kommentar zum Bürgerlichen Gesetzbuch (Betreuungsrecht)